# Gallinuloides
Gallinuloides is een geslacht van uitgestorven hoendervogels. Resten van Gallinuloides zijn gevonden bij de Green River in Wyoming, Verenigde Staten, en in lagen uit het Vroeg- tot Midden-Eoceen. Er is slechts één soort bekend, Gallinuloides wyomingensis. Gallinuloides had een spanwijdte van tussen de vijftig en zeventig centimeter.

## Vondst en naamgeving
In 1900 werden de resten van deze primitieve hoendervogel benoemd door Charles Rochester Eastman en Gallinuloides wyomingensis gedoopt. De geslachtsnaam betekent: 'gelijkend op Gallinula', het waterhoen. De soortaanduiding verwijst naar de herkomst uit Wyoming. Het holotype is MCZ 342221, een vrij compleet skelet. Dit bleef lange tijd het enige bekende fossiel; in 2004 werden meer resten gemeld.

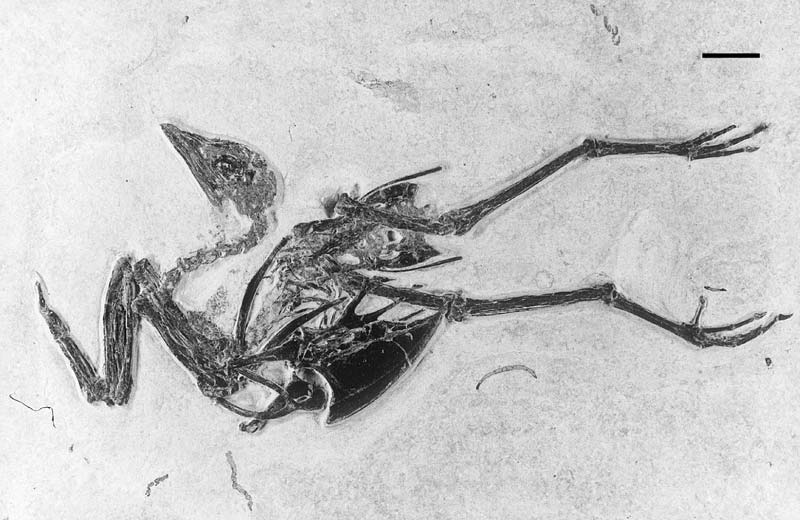
Het holotype MCZ 342221

In 1933 werd door Lambrecht ook een andere soort aan het geslacht toegewezen, Gallinuloides prentici. Deze soort werd al gauw in het geslacht Grus geplaatst, omdat duidelijk was geworden dat Gallinuloides prentici, anders dan Gallinuloides wyomingensis, een kraanvogelachtige was. Deze soort paste echter ook niet in het geslacht Grus en kreeg daarom een eigen geslacht, Paragrus. Paragrus is verwant aan Grus, maar niet nauw verwant aan Gallinuloides, ondanks dat Paragrus als een soort van Gallinuloides werd gezien.

## Uiterlijke kenmerken
Gallinuloides leek in plaats van op een andere hoendervogel het meest op een eend met lange poten. Met deze lange poten kon Gallinuloides in dieper water staan of zoals de hedendaagse jacana's eventueel ook over de bladeren van waterplanten lopen. De tenen waren echter kleiner dan bij jacana's en er zaten misschien zwemvliezen tussen. De kop van Gallinuloides leek veel op die van een normale eend. De snavel en de nek waren iets korter en iets dikker. In de bek zaten geen ribbels die de tanden vervingen. De vleugels van Gallinuloides leken sterk op die van huidige eenden en Gallinuloides vloog waarschijnlijk op dezelfde manier. Het is niet bekend of Gallinuloides net als eenden een vetklier had om ervoor te zorgen dat hij niet nat werd. De spanwijdte van Gallinuloides bedroeg ongeveer vijftig tot zeventig centimeter. Het dier zelf werd ongeveer dertig tot veertig centimeter lang.

## Levenswijze en eetpatroon
Gallinuloides was waarschijnlijk een watervogel en waadvogel. Waarschijnlijk stond Gallinuloides het grootste gedeelte van de dag in het water naar voedsel te zoeken. Waarschijnlijk vielen kleine visjes, kreeftjes, waterkevers en waterplanten aan Gallinuloides ten prooi. In de paartijd zochten de vrouwtjes waarschijnlijk het kleurrijkste mannetje uit, of vochten de mannetjes om een vrouwtje. Na het paren bleven het mannetje en het vrouwtje vermoedelijk een tijdje bij elkaar. Het vrouwtje legde haar eieren dan aan land en broedde ze uit terwijl het mannetje haar voedsel kwam brengen. Als de jongen uitkwamen konden ze waarschijnlijk meteen zwemmen. Het zou echter nog een tijdje duren voordat ze konden vliegen. Ze zouden dan een tijdje bij de moeder blijven die hen leerde hoe ze moesten jagen en ontsnappen totdat de jongen oud en groot genoeg waren om voor zichzelf te zorgen.

## Ecologie
Gallinuloides leefde in het Vroeg- tot Midden-Eoceen in Wyoming samen met verschillende geslachten van zoogdieren waaronder tillodonten als Trogosus, taeniodonten als Stylinodon, vroege paardachtigen als Hyracotherium, condylarten als Phenacodus en Hyopsodus, vroege brontotheriën als Eotitanops, vroege tapirs als Heptodon, hyrachyide neushoorns als Hyrachyus, vroege suiniden als Diacodexis, vroege knaagdieren als Ischyromys, primaten als Notharctus en Cantius, dinoceraten als Eobasileus en Uintatherium, leden van de familie der Arctocyonidae als Chriacus, carnivoren als Miacis en Didymictis, creodonten als Arfia, de palaeanodont Metacheiromys en de vleermuizen Icaronycteris en Onychonycteris. Behalve zoogdieren leefden er ook vogels als de roofvogel Neocathartus, de vleesetende loopvogel Gastornis, de fregatvogel Limnofregata en de eendachtige Presbyornis evenals de reptielen als krokodilachtigen Borealosuchus en Pristichampsus, de schildpad Trionyx, de choristodere Champsosaurus en de slang Boavus. Verder leefden er kikkers als Palaeobatrachus en een grote populatie vissen met onder andere de meervalachtige Hypsidoris, de haring Knightia, de moddersnoek Amia en de rog Heliobatis. Gallinuloides vervulde de rol van hedendaagse waadvogels en watervogels als tureluurs en eenden. Gallinuloides had daarbij concurrentie van echte eendachtigen als Presbyornis. Toen de concurrentie te groot werd en Gallinuloides uitstierf in het Midden-Eoceen werd zijn rol ingenomen door de echte eenden en waadvogels.

## Fylogenie
Gallinuloides was een van de meer geavanceerde leden van de Galliformes, hoewel hij toch nog vrij basaal in de stamboom staat, maar zat nog wel in de superfamilie der Phasianoidea, waartoe de meeste moderne hoendervogels behoren. Deze superfamilie is vernoemd naar de fazant, Phasianus. Gallinuloides is dus niet nauw verwant met oudere hoendervogels, als Austinornis, Palaeortyx, of oudere eendvogels, als Vegavis, maar met meer geavanceerde galliformen als de uitgestorven Sylviornis. Het dichtst staan Gallinuloides en ook de andere leden van de Gallinuloididae bij de kwartels en mogelijk ook de parelhoenders. Binnen de Phasianoidea was de zustertaxon die van de fazantachtigen met daarin fazanten, kalkoenen en kippen.